# Baltimore Orioles FC
Baltimore Orioles FC is een voormalige Amerikaanse voetbalclub uit Baltimore, Maryland.
De club werd opgericht in 1893 en opgeheven in 1895 na de opheffing van ALPF. In het seizoen 1894/95 werd de tweede plaats behaald.
De club was de voetbalafdeling van de Baltimore Orioles, een honkbalclub die destijds uitkwam in de National League. Er is geen verband met de huidige gelijknamige honkbalclub.